# Pfohsand
Pfohsand ist der graue, glimmerführende, schluffige Fein- bis Mittelsand der Oberen Süßwassermolasse (tOS) aus dem Obermiozän. 
Etymologisch steckt im Bestimmungswort der Zusammensetzung Pfohsand eine Dialektform des althochdeutschen Wortes „foha“, wie noch heute weidmännisch in „Fähe“, mit der Bedeutung „weiblicher Rotfuchs“. In diesem feinen, lockeren Sand pflegen nämlich die Füchse ihre Höhlen zu bauen.
Der oft durch Kalk verfestigte Pfohsand wurde wahrscheinlich durch sehr großen und lange anhaltenden Wasserdruck so stark gepresst, dass er sehr standfest selbst bei Aushöhlung ist. Bis ins letzte Jahrhundert hinein hat man vielerorts mittels Schaufel und Haue in seinen Schichten kleine gewölbte Keller gegraben. Um sie zu belüften, durchstach man die Decke senkrecht und bedeckte die Öffnung oben mit einer Art von Kaminhut. Diese Keller wurden u. a. für die Lagerung von Kartoffeln und Rüben genutzt. Man findet sie z. B. im Rottumtal bei Mietingen und bei Bad Saulgau (siehe Friedberger Erdkeller), aber auch bei Weiler im Landkreis Ravensburg.
Regional wechselnd finden sich auch neben dem Ausdruck Pfohsand die Bezeichnungen Vogel-, Feg- oder Schwemmsand.